# Вознесенка (Кемеровский район)
Вознесе́нка — деревня в Кемеровском районе Кемеровской области. Входит в состав Елыкаевского сельского поселения.

## География
Центральная часть населённого пункта расположена на высоте 160 метров над уровнем моря.

## Население
По данным Всероссийской переписи населения 2010 года, в деревне Вознесенка проживает 12 человек (6 мужчин, 6 женщин).